# Беггров, Карл Петрович
Карл Петрович Беггров (Карл Иохим Беггров, нем. Karl Joachim Beggrow; 1799—1875) — русский график немецкого происхождения, литограф и акварелист; младший брат гравёра Ивана Беггрова, отец живописца-мариниста Александра Беггрова. Академик Императорской Академии художеств (с 1832).

## Биография
Родился 15 (26) февраля 1799 года в Риге в семье Петера-Иоахима Беггрова (1752—1818).
Получил образование в Петербургской академии художеств, где учился с 1818 по 1821 год в пейзажном классе у Максима Воробьёва.
После окончания учёбы Беггров переводил на камень работы других художников. Выпустил сборник литографий «Виды Санкт-Петербурга и окрестностей».
Работая в последующие годы в Зимнем дворце создал портреты императоров Александра I и Николая I.
В 1832 году Карл Беггров был удостоен звания академика перспективной живописи.
Умер 12 (24) февраля 1875 года в Санкт-Петербурге. Был похоронен на Смоленском лютеранском кладбище; могила не сохранилась.

## Произведения
- Памятник Петру I. Сенатская площадь. Литография. 1824 год
- Фонтанка (первая половина XIX века). Литография, 1825
- Сельский пейзаж (первая половина XIX века). Литография 1825
- Серия гравюр «Народы, живущие между Каспийским и Черным морем»
- Портер Ф. Глинки
- Портрет А. Востокова
- Портрет святителя и чудотворца Митрофана Воронежского

Работы К. П. Беггрова представлены в Государственной Третьяковской галерее, Русском музее, Эрмитаже, а также в музеях Риги, Вологды и Хабаровска.

## Семья
Имел трёх сыновей:
- Александр (1841—1914), живописец-маринист, акварелист, академик и почётный член Императорской Академии художеств
- Константин (1846—1912), подполковник
- Михаил (1848—1889)

Племянник К. П. Бегрова — Иван Иванович Беггров (1828—1888), основатель первого в России завода типографской краски.